# (5695) Remillieux
(5695) Remillieux (4577 P-L) – planetoida z pasa głównego asteroid okrążająca Słońce w ciągu 4,31 lat w średniej odległości 2,65 j.a. Odkryta 24 września 1960 roku.